# Manneville-la-Pipard
Manneville-la-Pipard település Franciaországban, Calvados megyében. Lakosainak száma 262 fő (2022. január 1.). Manneville-la-Pipard Les Authieux-sur-Calonne, Fierville-les-Parcs, Le Mesnil-sur-Blangy, Pierrefitte-en-Auge, Saint-Julien-sur-Calonne és Pont-l'Évêque községekkel határos.

## Népesség
A település népességének változása:
| Lakosok száma | 236  | 290  | 317  | 316  | 309  | 291  | 290  | 275  | 268  | 262  |
|               | 1968 | 1982 | 1990 | 2006 | 2013 | 2015 | 2017 | 2019 | 2020 | 2022 |